# Lepophidium
Lepophidium ist eine Gattung von Meeresfischen aus der Familie der Bartmännchen (Ophidiidae), die  im Westatlantik von der Küste des südöstlichen Kanada bis zum südlichen Brasilien und im östlichen Pazifik von Baja California bis Peru vorkommt und lebt dort von flachen Küstenregionen bis zum oberen Kontinentalschelf.

## Merkmale
Lepophidium-Arten sind langgestreckte, seitlich abgeflachte Fische, die sich von vorn nach hinten immer mehr verjüngen und eine Länge von 16 bis 41,5 cm erreichen. Rücken-, Schwanz- und Afterflosse sind zu einem durchgehenden Flossensaum zusammengewachsenen. Körper und Kopf sind, abgesehen von der Schnauze und der Kehle, mit sich überlappenden regelmäßigen Reihen von Rundschuppen bedeckt. Der Rostralstachel ist lang, gebogen und reicht bis zur Schnauzenspitze. Barteln sind nicht vorhanden. Die Anzahl der Branchiostegalstrahlen liegt bei 7. Mittlere Schlundzahnplatten auf der Basibranchiale (mittlere Knochen an der Basis des Kiemenbogens) fehlen. Die Bauchflossen sind zu 2 ungleich langen Flossenstrahlen reduziert. Die Seitenlinie reicht nicht bis zur Schwanzflosse. Das Peritoneum ist hell. Pylorusschläuche sind vorhanden. Die Schwimmblase ist ein länglicher einfacher Sack, und bei den meisten Arten ohne hintere Öffnung oder Verlängerung und ohne die damit verbundene Wirbelmodifikationen.

## Arten
Es gibt 23 Arten:

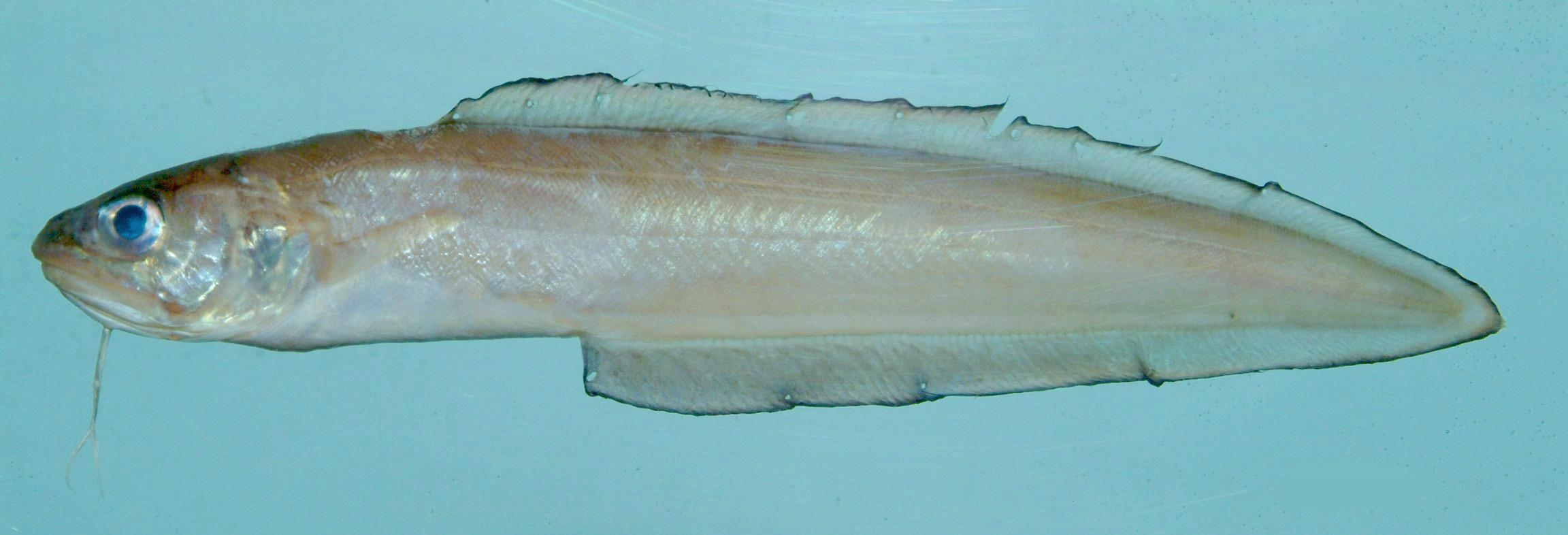
Lepophidium brevibarbe

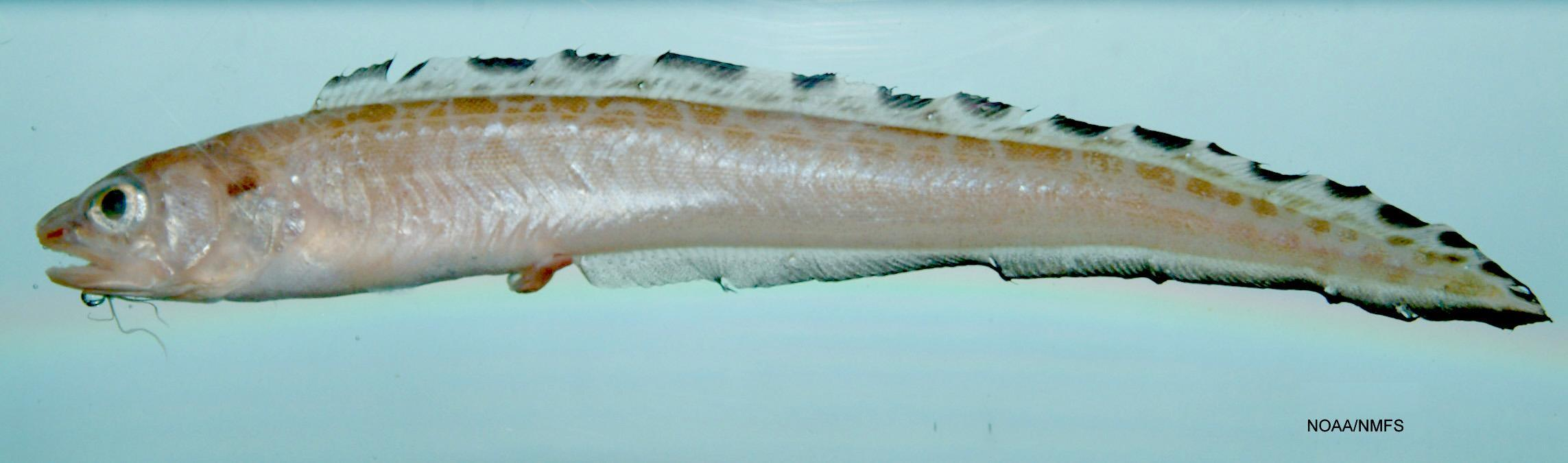
Lepophidium jeannae

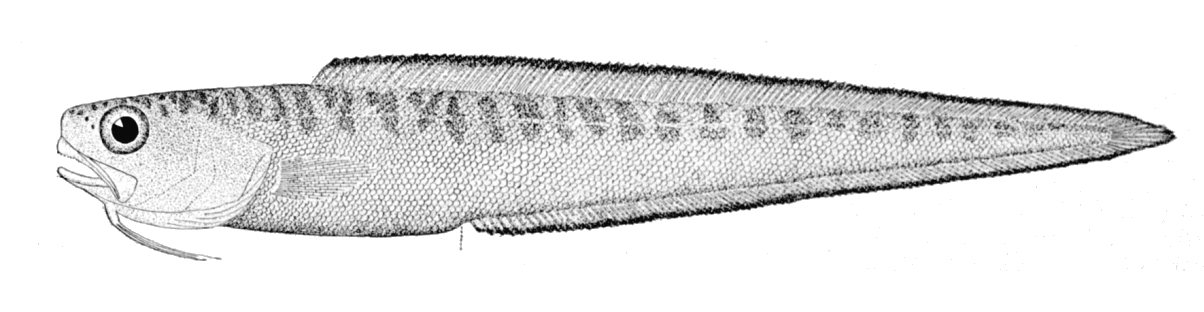
Lepophidium marmoratum

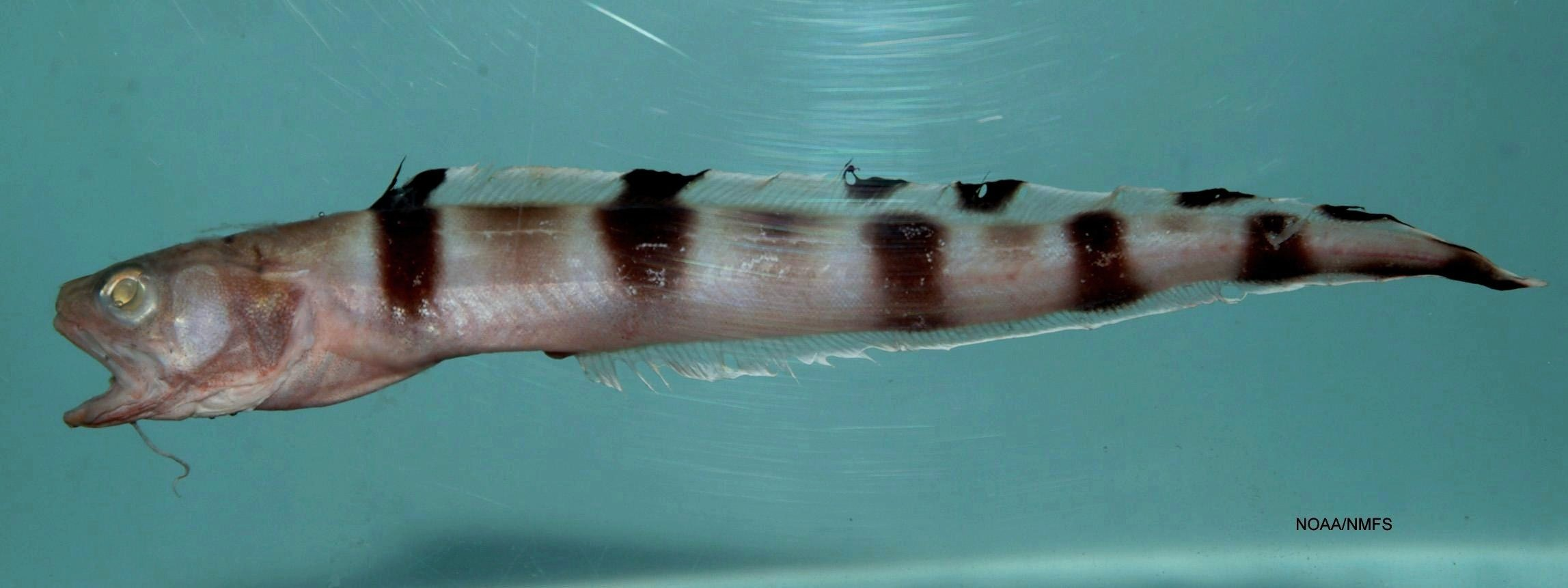
Lepophidium staurophor

- Lepophidium aporrhox Robins, 1961.
- Lepophidium brevibarbe (Cuvier, 1829).
- Lepophidium collettei Robins, Robins & Brown, 2012
- Lepophidium crossotum Robins, Robins & Brown, 2012
- Lepophidium cultratum Robins, Robins & Brown, 2012
- Lepophidium entomelan Robins, Robins & Brown, 2012
- Lepophidium gilmorei Robins, Robins & Brown, 2012
- Lepophidium jeannae Fowler, 1941.
- Lepophidium kallion Robins, 1959.
- Lepophidium marmoratum (Goode & Bean, 1885).
- Lepophidium microlepis (Matsubara, 1943).
- Lepophidium negropinna Hildebrand & Barton, 1949.
- Lepophidium pardale (Gilbert, 1890).
- Lepophidium pheromystax Robins, 1960.
- Lepophidium profundorum (Gill, 1863).
- Lepophidium prorates (Jordan & Bollman, 1890).
- Lepophidium robustum Robins, Robins & Brown, 2012
- Lepophidium staurophor Robins, 1958.
- Lepophidium stigmatistium (Gilbert, 1890).
- Lepophidium wileyi Robins, Robins & Brown, 2012
- Lepophidium zophochir Robins, Robins & Brown, 2012